# Mark Donohue

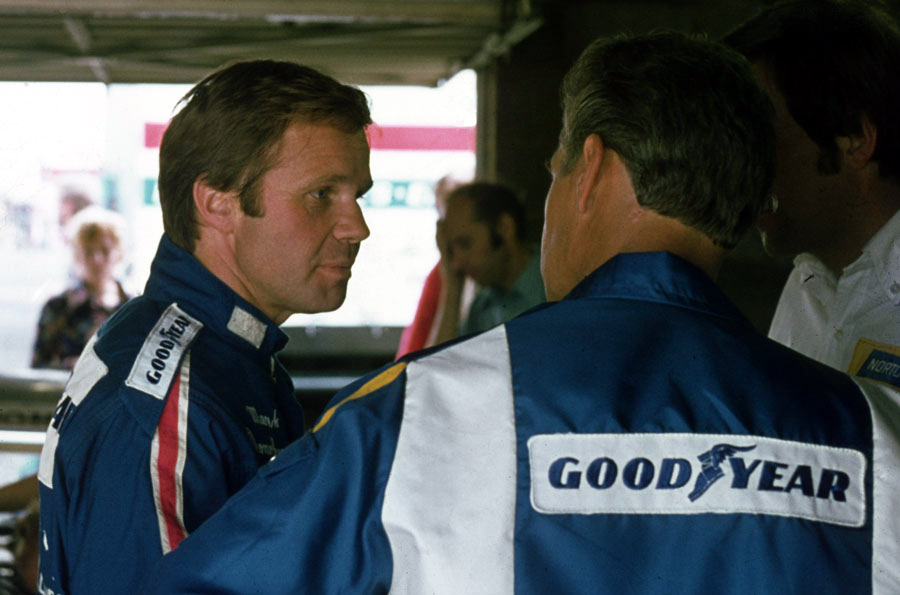
Donohue tijdens de Grand Prix Formule 1 van Groot-Brittannië 1975

Mark Neary Donohue, Jr. (Summit (New Jersey), 18 maart 1937 - Graz, Oostenrijk, 19 augustus 1975) was een Amerikaans Formule 1-coureur. Hij reed in 1971, 1974 en 1975 16 Grands Prix voor het team Penske. In 1969 won hij de 24 uur van Daytona (veertig jaar later werd deze race ook gewonnen door zijn zoon David). Hij won ook in 1969 de titel "rookie of the year" op Indianapolis, drie jaar later in 1972 won hij de Indy 500. In 1971 haalt Donohue het podium voor Penske tijdens de Grand Prix van Canada.
Hij besloot later te stoppen met racen en als manager zijn carrière voort te zetten, maar keerde weer terug op de baan op Zeltweg. Hier ging het fout toen Donohue crashte tijdens de training voor de Grand Prix Formule 1 van Oostenrijk 1975.  Donohue leek eerst met de schrik vrij te komen, maar in het ziekenhuis bezweek hij 3 dagen later aan ernstig hersenletsel. Bij de crash verloren ook twee marshalls het leven.